# Evgheni Peneaev
Evgheni Peneaev (n. 16 mai 1942, Moscova, RSFS Rusă, URSS) este un canoist ce a reprezentat Rusia, medaliat olimpic. A participat la o ediție a Jocurilor Olimpice (1964) în care a câștigat o medalie de bronz.

## Participări
Lista de mai jos prezintă principalele competiții la care a participat Evgheni Peneaev de-a lungul carierei.
- canoeing at the 1964 Summer Olympics – men's C-1 1000 metres[*]